# Los chicos del Preu
Los chicos del Preu es una película española dirigida por Pedro Lazaga en 1967.

## Argumento
La película narra las inquietudes, problemas, amores, amistades, desencuentros y experiencias de un grupo de jóvenes que emprenden un nuevo curso escolar, el preuniversitario, que les dará acceso a la Universidad y por tanto, a la vida adulta.
La trama está vista a través de los ojos de Andrés Martín (Emilio Gutiérrez Caba), un muchacho de Tomelloso que llega a Madrid con una beca y queda fascinado por la vida en la capital.
Después, al percatarse del gran esfuerzo económico que deben hacer sus padres, decide ganar dinero descargando camiones en un mercado y compaginar este trabajo con los estudios.

## Reparto
| María José Goyanes                            | ... | Alejandra Jiménez Salvador 'Talento' |
| Emilio Gutiérrez Caba                         | ... | Andrés Martín Alonso                 |
| Cristina Galbó                                | ... | Loli                                 |
| Óscar Monzón                                  | ... | Julio                                |
| Karina                                        | ... | Yolanda Baeza Márquez 'Yoyo'         |
| Pedro Díez del Corral (como Pedro del Corral) | ... | Josele                               |
| Marta Baizán                                  | ... | Mercedes Morales Serrano             |
| Camilo Sesto (como Camilo Blanes)             | ... | Manuel García Salcedo 'Lolo'         |
| Gonzalo González                              | ... | Campuzano                            |
| José Luis López Vázquez                       | ... | Padre de Lolo                        |
| Alberto Closas                                | ... | Don José Alcaraz                     |
| Gemma Cuervo                                  | ... | Sra. de Alcaraz                      |
| Mary Carrillo                                 | ... | Madre de Andrés                      |
| Margot Cottens                                | ... | Madre de Lolo                        |
| Pastora Peña                                  | ... | Madre de Loli                        |
| Carlos Mendy                                  | ... | Juan, padre de Andrés                |
| José Orjas                                    | ... | Don Joaquín, profesor de Filosofía   |
| Erasmo Pascual                                | ... | Conserje del Instituto               |
| Rafaela Aparicio                              | ... | Sirvienta en casa de Lolo            |
| Luisa Sala                                    | ... | Madre de Merche                      |
| José María Seoane                             | ... |                                      |
| Alicia Altabella                              |     |                                      |
| Alfredo Santacruz                             | ... | Director del Colegio Mayor           |
| Esperanza Grases                              | ... |                                      |
| Ángel Terrón                                  | ... | Profesor de matemáticas              |
| Maribel Hidalgo                               | ... |                                      |
| Ramón Durán                                   | ... | Profesor de Química                  |
| Francisco Pierrá                              |     |                                      |
| Jesús Guzmán                                  | ... | Mellizo                              |
| Alfonso del Real                              | ... | Empresario musical                   |
| Valentín Tornos                               | ... | Domingo, conserje del Colegio Mayor  |
| Juan Cortés                                   | ... | Cirujano                             |
| Saturno Cerra                                 | ... | Conserje de la Universidad           |
| Francisco Camoiras                            | ... | Manitas                              |

## Curiosidades
En la película participó el cantante Camilo Sesto, acreditado aún como Camilo Blanes, en sus primeros años como músico y se da la coincidencia de que en unas líneas de guion de su personaje se predice el éxito musical que tendrá en el futuro.
La banda sonora incluye dos canciones del grupo Los Pekenikes: "Los chicos del Preu" e "Igual que hoy" grabadas para discos HispaVox. Con el grupo en la película actúan Karina y Camilo Sesto como si fueran todos juntos parte de un mismo grupo musical en la ficción.
La película figura entre las 100 películas más taquilleras del cine español, según la introducción en Cine de Barrio (21-09-2024).